# The Anvil
The Anvil – drugi album brytyjskiej grupy Visage, wydany przez Polydor Records w 1982 roku.
Wszystkie utwory na płytę napisali członkowie Visage: Midge Ure, Billy Currie, Steve Strange, Dave Formula i John McGeoch. Tytuł albumu został zaczerpnięty z nazwy popularnego wówczas klubu gejowskiego, znajdującego się w Nowym Jorku.

## Lista utworów
Źródło:
| Nr | Tytuł utworu                | Długość |
| -- | --------------------------- | ------- |
| 1. | „The Damned Don’t Cry”      | 4:43    |
| 2. | „Anvil (Night Club School)” | 4:39    |
| 3. | „Move Up”                   | 4:25    |
| 4. | „Night Train”               | 4:29    |
| 5. | „The Horseman”              | 4:41    |
| 6. | „Look What They’ve Done”    | 4:49    |
| 7. | „Again We Love”             | 4:44    |
| 8. | „Wild Life”                 | 4:24    |
| 9. | „Whispers”                  | 5:39    |
|    |                             | 42:33   |

## Notowania
| Kraj                              | Pozycja | Certyfikat    |
| --------------------------------- | ------- | ------------- |
| Niemcy (Media Control)            | 41      |               |
| Nowa Zelandia                     | 38      |               |
| Szwecja (Sverigetopplistan)       | 33      |               |
| Wielka Brytania (UK Albums Chart) | 6       | srebrna płyta |